# Mil (unidade)
O mil é a mínima unidade de comprimento no sistema inglês de medidas. Equivale a 0,0254 milímetros; em outras unidades: 25,4 micrometros. Se usa para medir o comprimento de corpos vistos com microscópios e é bem requerida para medir espessuras em áreas técnicas (como na aplicação de pinturas).

## Equivalências
Um mil é igual a:
- 0,001 polegadas
- 0,000083333333333 pés
- 0,000027777777777778 jardas